# Cal Caelles (Cardona)
Cal Caelles és una masia situada al municipi de Cardona a la comarca catalana del Bages. Es troba a uns centenars de metres de l'església de Sant Julià del Guix.